# Sporendocladia foliicola
Sporendocladia foliicola är en svampart som först beskrevs av P.M. Kirk, och fick sitt nu gällande namn av M.J. Wingf. 1987. Sporendocladia foliicola ingår i släktet Sporendocladia och familjen Ceratocystidaceae.   Inga underarter finns listade i Catalogue of Life.